# Castello dell’Arso
Das Castello dell’Arso (auch Torre dell’Arso) ist eine normannische Burg in der Nähe des Dorfes Mandatoriccio in der italienischen Region Kalabrien. Roberto d’Altavilla ließ sie ab den 11. Jahrhundert errichten. Das Gebäude ist durch die vier steinernen Fassaden gekennzeichnet, deren Mauern sich als sternförmige Bastionen mit sehr betonten, eckigen Kanten zeigen, die als dreieckige Strebepfeiler fungieren.

## Geschichte
Auf Geheiß von Roberto d’Altavilla erbauten die Normannen nach der Übergabe der Stadt Cariati um die zweite Hälfte des Jahres 1000 einen Aussichtsturm. Später, nachdem zunächst die Staufer und dann die Angevinen und die Aragonesen gekommen waren, wurden an dem Turm Veränderungen durchgeführt, die die normannisch-byzantinischen Ursprünge verdeckten. Im 19. Jahrhundert wurden an der Fassade zum Meer hin die mit Balkonen versehenen Fenster angebracht.
Der Name des Turms ist vom Bach Arso in der Nähe abgeleitet, was auf die ursprüngliche Funktion des Aussichtsturms an der Küste zurückzuführen ist. Seine heutige Lage zur ionischen Küste stützt die Annahme, dass die Küstenlinie ursprünglich näher am Turm verlief.